# Jaap van Duijn (voetballer)
Jaap van Duijn (Katwijk (ZH), 23 december 1990) is een Nederlands voormalig betaald voetballer die als aanvaller speelde.
Hij speelde, voordat hij naar ADO Den Haag kwam, bij Quick Boys. Daarvoor kwam hij uit voor de beloften van PSV en Feyenoord. In de zomerstop van 2011 maakte hij de overstap naar ADO Den Haag. Hij maakte zijn debuut op 21 juli in de Europa League-wedstrijd tegen FK Tauras Tauragė. In de Eredivisie maakte hij zijn debuut in de met 4-2 verloren wedstrijd tegen FC Groningen. 
Van Duijn besloot op 21 maart 2012 zijn contract bij ADO Den Haag in te leveren wegens te weinig perspectieven want hij speelde vooral bij de ADO amateurs in de zondag tweede klasse. In het seizoen 2012/13 speelde hij voor SV Spakenburg in de Topklasse waarna hij terugkeerde bij Quick Boys als amateur.
Op 14 juli 2021 besloot Van Duijn om te stoppen met voetballen vanwege werkzaamheden in het familiebedrijf.

## Clubcarrière
| Seizoen | Club          | Land               | Wedstrijden | Doelpunten | Competitie                            |
| ------- | ------------- | ------------------ | ----------- | ---------- | ------------------------------------- |
| 2011/12 | ADO Den Haag  | Vlag van Nederland | 1           | 0          | eredivisie                            |
| 2012/13 | SV Spakenburg | Vlag van Nederland | 28          | 8          | Topklasse (Nederlands amateurvoetbal) |
| Totaal  | Totaal        | Totaal             | 29          | 8          | 8                                     |